# Sétima Legião
Sétima Legião (Lisboa, 1982 - 2000), foi uma banda portuguesa, cujas canções "Sete Mares", "Por Quem não Esqueci" e "Glória" são três dos temas mais marcantes da banda e do pop-rock português.

## História
Banda portuguesa, formada no início da década de 1980 em Lisboa, por Rodrigo Leão, Nuno Cruz  e Pedro Oliveira. Lançam o seu primeiro single Glória em 1983, cuja letra era da autoria de Miguel Esteves Cardoso que fundara a editora responsável pelo mesmo, denominada de Fundação Atlântica.
Adoptou desde o início um estilo musical eclético misturando pop-rock, com música popular e tradicional portuguesa e misturando instrumentos como gaitas de fole, viola d'arco e acordeão com baixo, bateria e samplers.
O grupo era composto por músicos que mais tarde vieram a fazer parte de outros projectos musicais conhecidos, entre eles: Danças Ocultas, Gaiteiros de Lisboa e Madredeus.
Os temas Sete Mares e Por quem não esqueci, que fazem parte do album Mar de Outubro, lançado em 1987, são dos mais marcantes do pop-rock português.

## Formação
O grupo era composto pelos músicos:
- Pedro Oliveira (voz e guitarra)
- Rodrigo Leão (baixo e teclas)
- Nuno Cruz (bateria, percussão)
- Ricardo Camacho (teclas)
- Miguel Teixeira (viola d'arco)
- Gabriel Gomes (acordeão)
- Paulo Tato Marinho (gaitas de fole, flautas)
- Paulo Abelho (percussão, samplers)
- Francisco Ribeiro de Menezes (letras, coros)

## Discografia
A discografia da banda é composta por:
- 1983 - Glória/Partida (Single)
- 1984 - A Um Deus Desconhecido, LP que tem letras escritas por Miguel Esteves Cardoso [9][13]
- 1987 - Mar D'Outubro (LP, incluindo o êxito Sete Mares e Noutro Lugar)
- 1989 - De Um Tempo Ausente (LP, com o êxito Por Quem Não Esqueci e Sem Ter Quem Amar) [14]
- 1992 - O Fogo (CD) [15]
- 1994 - Auto de Fé, conta com a participacão dos Gaiteiros de Lisboa [16]
- 1999 - Sexto Sentido [17]
- 2000 - A História Da Sétima Legião: canções 1983 - 2000, compilação

## Compilações
Os Sétima Legião contribuíram para as seguintes compilações:
- 1994 - Filhos da Madrugada, tema Cantigas do Maio [18]
- 1999 - XX Anos XX Bandas, tema Longa Se Torna a Espera [19]
- 2003 - Frágil 21, tema O Último Deserto [20][21]
- 2012 - Memória: o melhor da Sétima Legião [3][22]